# First Blood (roman)
First Blood, in het Nederlands vertaald als De achtervolging, is een roman uit 1972 van de Amerikaanse schrijver David Morrell.
De film Rambo: First Blood uit 1982 is op dit boek gebaseerd. In het boek ligt de nadruk echter veel meer op de emotionele kant van het verhaal en zijn de personages veel meer uitgewerkt vergeleken met de film.
Volgens Morrell baseerde hij de naam van zijn hoofdpersonage op het appelras rambo.

## Samenvatting
Rambo, een veteraan uit de Vietnamoorlog, strijkt neer in een klein stadje in de Verenigde Staten. Hij is getraumatiseerd, enerzijds vanwege zijn ervaringen in de oorlog en anderzijds omdat veteranen door veel Amerikanen als uitschot worden gezien. De sheriff, Teasle, wil problemen met de plaatselijke bevolking voorkomen en neemt zich voor om Rambo uit het dorp te verjagen. Uiteindelijk komt het tot een gewelddadige confrontatie met de sheriff en zijn mannen.